# Дана Фецкова
Дана Фецкова (словац. Dana Fecková; нар. 26 лютого 1987, Братислава, Чехословаччина) — словацька футболістка, півзахисниця, тренерка.

## Клубна кар'єра
Футбольну кар'єру розпочала в «Словані» (Братислава), а 23 серпня 2004 року перейшла до іншого столичного клубу, ПВФА. Відіграла в команді два роки, а 22 серпня 2006 року повернулася до «Слована». У другому сезоні перебування в «Словані» стала гравчинею національної збірної, завдяки чому влітку 2013 року отримати контракт у швейцарському «Нойнкірху». У команді виступала разом зі співвітчизницями, Луцією Шушковою та Крістіною Церовською.

## Кар'єра в збірній
З 2006 року ліва півзахисниця виступала в складі національної збірної Словаччини.

## Особисте життя
Навчалася в Гімназії Панкучова № 6 у Братиславі та закінчила середню школу у 2005 році. Потім навчалася на Факультеті фізичного виховання й спорту, поки не переїхала до Швейцарії.